# Karungi (stacja kolejowa)
Karungi (szwedzki: Karungi järnvägsstation) – stacja kolejowa w Karungi, w regionie Norrbotten, w Szwecji, na północ od Haparanda na Haparandabanan.
Podczas I wojny światowej Karungi było centrum transportu towarów między Wschodem i Zachodem. Była w tym czasie największą na świecie poczta, która obejmowała 13 000 kg listów przeładowane do powozów konnych i przetransportowane do Haparanda.